# 石田捨雄
石田 捨雄（いしだ すてお、1916年〈大正5年〉4月22日 - 2002年〈平成14年〉7月20日）は、日本の海軍軍人及び海上自衛官である。海軍兵学校卒業（第64期）。第9代海上幕僚長。妻は有馬正文中将の長女百合子である。

## 経歴
愛知県出身。旧制小牧中学を経て海軍兵学校を卒業。海軍時代に特筆される戦功はキスカ島撤退作戦がある。この作戦において軽巡洋艦「阿武隈」の水雷長として乗り組み（当時「阿武隈」には第12代海上幕僚長となる大賀良平少尉（当時）も航海士として乗り組んでいた）キスカ島守備隊5,600名の救出に成功した。
終戦時は舞鶴鎮守府勤務。戦後は復員業務に従事し、終了後は百合子夫人の郷里鹿児島で暮らし、先輩の営む建築会社を手伝った。海上自衛隊入隊後は乗る艦が少ないので、やむなく陸上勤務が多かった。海幕総務部長、大湊地方総監、海幕副長を経て第9代海上幕僚長に就任。
海上幕僚長時代には、防衛研究所に入校中の学生が発表した論文が問題となる一幕があった。これは当時、バイカル・アムール鉄道（第2シベリア鉄道）の建設に日本政府が援助をするかどうかの問題について、防衛上の見地から資材等の援助には慎重であるべき、との内容であった。これを当時の防衛庁長官は問題視し石田海幕長を呼び出して当該人物を処分せよと迫ったが、これは学生の研究成果であるとして拒否。なおも長官から処分を求められるも断固として拒否の姿勢を示し続け、政治家による人事への不当な介入と防衛上の研究に対する政治の過度の干渉または妨害から文民統制のあるべき姿を守ろうとした。

## 年譜
- 1933年（昭和8年）
  - 4月：海軍兵学校入校
- 1937年（昭和12年）
  - 3月：海軍兵学校卒業（第64期）
  - 11月5日：戦艦「金剛」乗組[2]
- 1938年（昭和13年）
  - 3月10日：海軍少尉任官[3]
  - 7月28日：第24駆逐隊附[4]
  - 8月1日：駆逐艦「江風」乗組[5]
  - 12月15日：重巡洋艦「鳥海」乗組[6]
- 1939年（昭和14年）10月16日：駆逐艦「春風」航海長兼分隊長[7]
- 1940年（昭和15年）
  - 5月1日：練習巡洋艦「鹿島」艤装員[8]
  - 5月31日：「鹿島」乗組[9]
  - 11月15日：駆逐艦「夏潮」水雷長兼分隊長[10]
- 1941年（昭和16年）
  - 5月15日：海軍大尉に進級[11]
  - 7月21日：海軍兵学校教官兼監事[12]
- 1943年（昭和18年）
  - 4月1日：軽巡洋艦「阿武隈」水雷長兼分隊長[13]、キスカ島撤退作戦に参加
  - 11月5日：海軍機雷学校高等科学生[14]
- 1944年（昭和19年）
  - 3月1日：海軍機雷学校専攻科学生[15]
  - 6月30日：海軍対潜学校教官兼研究部部員[16]
  - 8月10日：兼補呉防備戦隊司令部附対潜訓練隊附[17]
  - 10月15日：海軍少佐に進級[18]
  - 12月1日：兼補海軍電測学校教官[19]
- 1945年（昭和20年）
  - 3月1日：兼補第二特攻戦隊司令部附[20]
  - 4月1日：兼補海軍第二技術廠部員[21]
  - 5月1日：海軍対潜学校副官兼教官久里浜第1警備隊参謀[22]
  - 7月1日：舞鶴鎮守府参謀[23]
  - 7月10日：兼補第1護衛艦隊参謀[24]
  - 11月30日：予備役に編入、充員召集[25]
- 1946年（昭和21年）2月5日：舞鶴地方復員局舞鶴掃海支部部員[26]
- 1947年（昭和22年）11月28日：公職追放仮指定[27]
- 1952年（昭和27年）
  - 1月：海上保安庁入庁（第四管区海上保安本部）
  - 5月1日：海上警備隊転官（三等海上警備正）[28]
- 1953年（昭和28年）8月16日：二等警備正に昇任
- 1954年（昭和29年）4月10日：警備船「しい」船長
- 1958年（昭和33年）2月16日：1等海佐に昇任
- 1959年（昭和34年）2月：在アメリカ合衆国日本国大使館防衛駐在官
- 1963年（昭和38年）2月16日：海上幕僚監部防衛部防衛課長
- 1965年（昭和40年）
  - 1月1日：海将補に昇任
  - 3月16日：第10代 第1掃海隊群司令に就任
- 1965年（昭和41年）5月16日：海上幕僚監部総務部長
- 1968年（昭和43年）7月1日：海将に昇任、第10代 大湊地方総監に就任
- 1969年（昭和44年）7月1日：第9代 海上幕僚副長に就任
- 1972年（昭和47年）3月16日：第9代 海上幕僚長に就任
- 1973年（昭和48年）12月1日：退官
- 1986年（昭和61年）4月29日：勲二等瑞宝章受章[29]
- 2002年（平成14年）7月20日：神奈川県鎌倉市内の病院で死去（享年86）、叙・正四位

## 栄典
- 勲二等瑞宝章 - 1986年（昭和61年）4月29日